# Nataša Kramberger
Nataša Kramberger (Maribor, 1983) è una scrittrice slovena.

## Biografia
Nata nel 1983 a Maribor, nel 2006 il libro Nebesa v robidah: roman v zgodbah vince il premio sloveno per giovani autori e viene candidato al Premio letterario Kresnik come miglior romanzo del 2008. Nel 2010 le viene assegnato il Premio letterario dell'Unione europea. Kemberger lavora come scrittrice freelance e giornalista per diversi giornali sloveni e italiani. Nel 2009 ha fondato il collettivo ecologista Green Central.

## Opere tradotte in italiano
- Niente di nero in vista: un romanzo fatto di storie ( Nebesa v robidah: roman v zgodbah, 2007), Sesto S.Giovanni, Mimesis, 2016 traduzione di Michele Obit ISBN 978-88-575-3371-1.